# Canal 54 (Burgos)
El Canal 54 es una cadena privada de televisión que emite en la provincia de Burgos, su frecuencia de emisión se encuentra en el número 27 de UHF, a 522.000 kHz.
La temática del canal se basa en tratar la actualidad política, deportiva y cultural de Burgos y su provincia mediante debates y entrevistas con los personajes más influyentes de la sociedad burgalesa.
El perímetro de emisión se extiende por la ciudad de Burgos y los pueblos colindantes, aunque su señal se puede captar en otras partes de la provincia.
El nombre jurídico de la televisión es Canal Burgos S.A. y no forma parte de ningún grupo de comunicación nacional ni regional, aunque comparte frecuencia de emisión con Andalucía TV y CMM TV.

## Programación
Los programas emitidos regularmente son: 

### Escritorio local
Se emite de martes a jueves a las 22:30 de la noche y se repite al día siguiente a las 16:00 de la tarde. El programa es presentado por Alejandro Sierra de Elias que hace entrevistas de alrededor de 20 minutos de duración a personas relacionadas con la política y la actualidad.

### Repaso a Burgos
Se emite de martes a jueves a las 21:30 y se repite dos veces el día siguiente, a las 10:20 y a las 15:00. Durante este espacio Oscar Revilla Diez toca todos los palos de la actualidad: política, deporte, infraestructuras, etc. El programa se caracteriza por dar información acompañada siempre con un toque de humor.

### Desde la grada
Es el programa de deportes de la casa. Se emite todos los lunes de la temporada a las 21:30 durante algo más de una hora y se repite los martes a las 16:00.
El programa es dirigido por Francisco Encinar, que mediante colaboradores e invitados tratan los partidos acontecidos durante el fin de semana anterior y la actualidad deportiva, fundamentalmente futbolística de los equipos de la ciudad. Los habituales contertulios suelen ser Luis Astorga, Carlos Tornadijo o Jorge Navarro.

### Informativos
De lunes a viernes se emiten informativos varias veces durante el día de alrededor media hora de duración. En el informativo se emiten las noticias diarias, la información deportiva y la información del tiempo.
El sábado y domingo se emite el SemanaVista, que está formado por todos los informativos diarios de la semana.
La programación diaria se ve completada por reportajes variados sobre actividades culturales en Burgos, imágenes cotidianas de la capital y documentales varios sobre viajes, fauna y cultura, que no son producidos por el canal. 

### Programación especial
La programación regular se ve cortada en dos fechas:
- durante la celebración de la Semana Santa Burgalesa se emiten grabaciones de las distintas procesiones a lo largo del día.

- durante las fiestas patronales de San Pedro y San Pablo la programación se centra en las fiestas.

## Historia
El canal 54 comienza sus emisiones en el mes de abril de 1993 pocos días después de constituirse como empresa. Actualmente es la televisión local más antigua de la provincia burgalesa.
Desde el comienzo de sus emisiones el canal quiso centrarse en dar información acerca de lo hechos acontecidos en la ciudad. Poco a poco los espectadores burgaleses fueron acogiendo al canal 54 como un medio para informarse sobre la actualidad municipal. 
Con el paso de los años la popularidad del canal fue creciendo y a finales de los años 1990 era seguido por una buena parte de la audiencia burgalesa. El aumento del número de espectadores se debió a la contratación de nuevos trabajadores y a la aparición de personajes televisivos como Álvaro Baeza, cuya formación política independiente obtuvo 3 concejales en el Ayuntamiento de Burgos en las elecciones municipales de 1999 gracias a sus apariciones en el Canal 54. 
Con la llegada de la década de 2000 la audiencia comenzó a decaer lentamente; otros canales municipales como el Canal 4, propiedad de Promecal, comenzaron a emitir contenido similar con mayor éxito. El descenso de la audiencia también fue producido por problemas en la emisión, que no podía ser sintonizada en gran parte de los hogares de la ciudad debido a que La 2 ocupó su frecuencia de emisión. Este hecho derivó en la denuncia y posterior juicio contra TVE. 
Con el cambio de la emisión analógica a la TDT el problema de la emisión se acaba y el canal se vuelve a poder sintonizar en las pantallas. 
Desde el año 2014 el Canal 54 cuenta con página web y emisión en línea.

## Audiencia
La audiencia del canal, según un estudio en julio de 2015 de la encuestadora infortécnica, alcanza un 4,3% de share en la ciudad de Burgos, con un visionado medio entre sus espectadores de 16 minutos diarios.